# Steffen Nowak
Steffen Nowak (* 1975 in Sigmaringen) ist ein deutscher Schauspieler und Regisseur. Er gehört zum Schauspielensemble des Kleinen Theater Landshut.

## Theater
- 2009: Kleines Theater Landshut:  Black Rider, Wilhelm,
- 2009: Kleines Theater Landshut:  Bezahlt wird nicht
- 2009: Kleines Theater Landshut:  Endstation Sehnsucht, Mitch,
- 2010: Metropoltheater München:  Nach der Hochzeit[2]
- 2012: Kleines Theater Landshut:  Diener zweier Herren[1]

## Filmografie (Regie)
- 2013: 32 Folgen Sturm der Liebe, Bavaria Fernsehproduktionen
- 2014: 69 Folgen Sturm der Liebe, Bavaria Fernsehproduktionen
- 2015: 50 Folgen Sturm der Liebe, Bavaria Fernsehproduktionen

## Filmografie (Schauspiel)
- 2002: Sternenfänger
- 2004: Marienhof
- 2005: Sturm der Liebe
- 2005: Das Blaue vom Himmel
- 2006: SOKO 5113
- 2006: Badewanne zum Glück
- 2010: Sturm der Liebe
- 2011: SOKO 5113
- 2011: Weissblaue Geschichten
- 2012: Forsthaus Falkenau
- 2013: München 7